# Ipidia binotata
Ipidia binotata är en skalbaggsart som beskrevs av Edmund Reitter 1875. Ipidia binotata ingår i släktet Ipidia, och familjen glansbaggar. Enligt den svenska rödlistan är arten nära hotad i Sverige. Arten förekommer i Götaland, Gotland, Öland, Svealand och Nedre Norrland. Artens livsmiljö är skogslandskap.